# Remijia steyermarkii
Remijia steyermarkii är en måreväxtart som beskrevs av Paul Carpenter Standley. Remijia steyermarkii ingår i släktet Remijia och familjen måreväxter. Inga underarter finns listade i Catalogue of Life.